# Fortín Campero
Koordinaten: 22° 50′ 45,5″ S, 64° 18′ 38″ W
Fortín Campero (deutsch: Festung Campero) war ein Militärstützpunkt im äußersten Süden Boliviens. Er lag in dem von Westen, Osten und Süden von Argentinien umgebenen Landdreieck südlich der Stadt Bermejo in der Nähe der Mündung des Río Grande de Tarija in den Río Bermejo.

## Geschichte
Im 19. Jahrhundert waren große Teile der peripheren Gebiete Boliviens praktisch unbesiedelt und nicht durch Verkehrswege an das Land angeschlossen, sodass die Gebiete de facto nicht von der Regierung kontrolliert werden konnten. Im äußersten Norden Boliviens gab es große Gebiete, die Ende des 19. Jahrhunderts wegen der Kautschuk-Vorkommen (siehe Kautschukboom) die Begehrlichkeiten Brasiliens weckten. Aufgrund der besseren Infrastruktur auf brasilianischer Seite verlor Bolivien immer mehr die Kontrolle über das Gebiet, bis es schließlich an Brasilien angeschlossen wurde (siehe Republik Acre).
Um ähnliche Tendenzen in anderen Grenzregionen zu verhindern, ließ die bolivianische Regierung um das Jahr 1900 in den abgelegenen Grenzregionen Militärposten anlegen; einer dieser Militärposten war das Fortín Campero, das am 16. Juli 1902 unter dem Namen Fortín Virgen del Carmen de Juntas de San Antonio an einer strategischen Stelle an der Grenze zu Argentinien gegründet wurde. Das Gebiet war zu dieser Zeit fast unbesiedelt und sehr unzugänglich; Mensch und Material mussten auf dem Rücken von Eseln entlang der Flüsse Río Itaú und Río Grande de Tarija durch dicht bewachsenes Gebiet herangeschafft werden. Zu Beginn lebten in dem zunächst provisorischen und isolierten Lager sechs Zivilisten und etwa 20 Soldaten. Da die Stadt Bermejo noch nicht existierte, war der nächstgelegene Ort die Stadt Orán in Argentinien, die eine Tagesreise weit entfernt war.
Im Jahr 1909 wurde der Militärposten ausgebaut und ähnelte nun eher einem kleinen Dorf. Später wich die Abgeschiedenheit einer besseren Anbindung an das Kernland, im Jahr 1935 wurde der Bau einer Straße von Padcaya über Bermejo nach Fortín Campero beschlossen; auch ein Militärflugplatz, von dem auch mittelgroße Flugzeuge starten konnten, wurde gebaut. Heute gibt es keine Überreste des Fortín Campero mehr, an seiner Stelle ist heute landwirtschaftliche Nutzfläche. Es muss jedoch bis mindestens in das Jahr 1958 existiert haben, da in diesem Jahr ein Flugzeug, das in Fortín Campero gestartet war, einen Unfall hatte.